# Organa sprawiedliwości
Organa sprawiedliwości (niem. Justiz) – powieść kryminalna Friedricha Dürrenmatta. Tematyka dzieła oscyluje wokół publicznego zabójstwa pewnego profesora przez szwajcarskiego radcę i jest przedstawiona w formie narracji pierwszoosobowej, z perspektywy młodego prawnika Späta. Otrzymuje on zlecenie od skazanego już radcy, aby ten zbadał sprawę ponownie, przy założeniu, że to nie on jest mordercą. Młody prawnik odkrywa jednak zbyt późno, w jaką pułapkę pozwolił się wprowadzić przez wymiar sprawiedliwości, myląc go z samą sprawiedliwością.

## Powstanie
Dürrenmatt zaczął pracę nad książką w roku 1957, a powieść miała być ukończona w kilka miesięcy. Ponieważ zajmował się on także innymi utworami, prace nad nią nie posuwały się naprzód, aż wreszcie całkiem zostały przerwane. W 1980 roku autor chciał napisać powieść do końca i wydać wraz z kolejnym tomem z jego dziełami, co mu się jednak udało, gdyż nie był w stanie zrekonstruować początkowo założonych treści. W 1985 roku wznowił prace, rozwijając pomysły z dostępnego już początku i kończąc powieść, która zyskała sobie inny wydźwięk i znaczenie od początkowo planowanej linii fabularnej.

## Fabuła
Powieść została napisana w formie wspomnienia. W dwóch pierwszych częściach prawnik Spät pisze o absurdalnym epizodzie swojej kariery, który postawił go przed trudnym wyborem i doprowadził ostatecznie do ruiny. W części trzeciej, kilka lat później, głos zabiera sam pisarz, który ma zamiar owe wspomnienia wydać w formie książki i zdać relacje z przeprowadzonego dochodzenia, które ostatecznie wyjaśnia czytelnikowi zawiłości sprawy.

### Część I
Radca z Zurychu Doctor honoris causa Isaak Kohler zabija germanistę prof. Wintera, w wypełnionej ludźmi restauracji Du Theâtre, a chwilę później oddaje się w ręce policji, nie stawiając najmniejszego oporu. W wytoczonym mu procesie zostaje skazany na 20 lat więzienia, mimo niekompletnego materiału dowodowego i brakującego motywu, jako że sąd nie miał wątpliwości co do winy oskarżonego. Kohler, człowiek bardzo zamożny i szanowany, już w więzieniu, zatrudnia młodego prawnika Späta, by ten zbadał sprawę ponownie, przy założeniu, że to nie on jest mordercą. Pretekstem do tego mają być naukowe zainteresowania. Z powodu braku pieniędzy i w nadziei na awans społeczny, Spät przyjmuje zlecenie.

### Część II
Prywatny detektyw pracujący na zlecenie Späta zbiera poszlaki dotyczące sprawy, a fabuła posuwa się kilka miesięcy naprzód. Staje się jasne, że proces z formalnego punktu widzenia był prowadzony w karygodny sposób, gdyż nie zostało znalezione narzędzie zbrodni, nie ustalano żadnego motywu i nie przedłożono nagrania naocznych świadków zdarzenia. Dzięki ustaleniom Späta i w związku ze wznowionym procesem (w którym jednak Spät nie bierze udziału, gdyż ma wyrzuty sumienia) Kohler zostaje zwolniony z więzienia. Nikt nie jest w stanie racjonalnie wyjaśnić postępowania oskarżonego, którego osobowość przyciągająco oddziałuje na ludzi i którym wydaje się on być sympatycznym i spokojnym człowiekiem, co ostatecznie ma swój udział w oczyszczeniu Kohlera z zarzutów. Dodatkowo samobójstwo innego podejrzanego (byłego mistrza Szwajcarii w strzelaniu z broni palnej, doktora Benno) wydaje się świadczyć o niewinności Kohlera. Spät, podejmując się sprawy, rujnuje swoją reputację i traci szacunek do własnej osoby. Widzi więc tylko jedno wyjście, aby sprawiedliwości stało się zadość. Planuje zabić Kohlera i popełnić samobójstwo.

### Część III
Zarówno zabójstwo, jak i samobójstwo nie dochodzą do skutku. Wyjaśnia się, że Kohler zainscenizował zabójstwo, które było tylko jednym z elementów jego dobrze i kompleksowo zaplanowanej zemsty. Wykorzystał on przy tym ludzkie słabości i granice nowoczesnego systemu sprawiedliwości.

## Analiza
Jak często w powieściach Dürrenmatta, autor bierze pod lupę różne stereotypy i sposoby zachowań. Obok dokładnie i barwnie naszkicowanych charakterów, takich jak np. prawnik Spät, który nadużywa alkoholu i posiada naiwną wiarę w sprawiedliwość, czy samotnej, karłowatej i bogatej Moniki Steiermann, oraz młodej i pięknej Daphne, pisarz daje wyraz przemianom społeczno-kulturowym i uwidacznia fenomen organów sprawiedliwości, instytucji, która sama stoi na swej drodze.

## Ekranizacja
Powieść została zekranizowana w 1993 roku, w reżyserii Hansa W. Geißendörfera, z Maximilianem Schellem w roli głównej.